# Quaternário
Na escala de tempo geológico, o Quaternário é o atual e mais recente dos três períodos da Era Cenozoica do éon Fanerozoico na escala de tempo geológico da Comissão Internacional de Estratigrafia (ICS). O período Quaternário sucede o Neogeno e abrange desde 2,58 milhões de anos atrás até o presente. A partir de 2023, o Período Quaternário é dividido em duas épocas: o Pleistoceno (2,58 milhões de anos atrás até 11,7 mil atrás) e o Holoceno (11,7 mil atrás até os dias de hoje). No Quaternário, surge o primeiro ancestral humano com capacidade de elaborar ferramentas de pedra lascada: o Homo habilis, marcando assim o início da Idade da Pedra a partir da descoberta do fogo. 
O Período Quaternário é normalmente definido pelo crescimento e decadência cíclicos dos mantos de gelo continentais relacionados aos ciclos de Milankovitch e às mudanças climáticas e ambientais associadas que eles causaram.

## História de pesquisa
Em 1759, Giovanni Arduino propôs que os estratos geológicos do norte da Itália poderiam ser divididos em quatro formações ou "ordens" sucessivas (italiano: quattro ordini). O termo "Quaternário" foi proposto por Jules Desnoyers em 1829 para se referir a alguns sedimentos da bacia do Sena que pareciam mais recentes que as rochas do Terciário.

## Eventos geológicos

### Geologia e clima

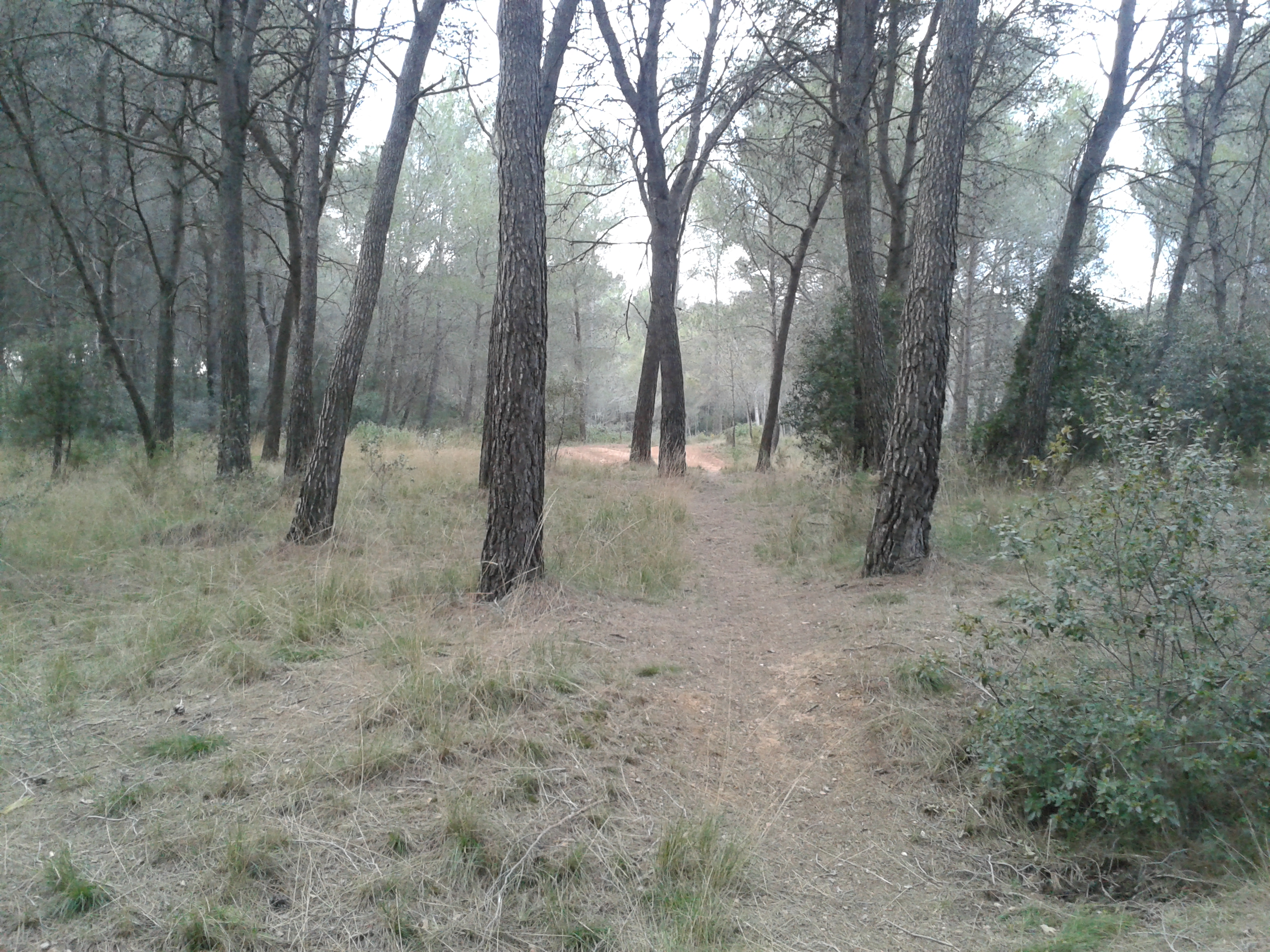
Um ecossistema do Quaternário. (Bosque do Mediterrâneo)

O Quaternário começa com o fim do Terciário e chega até o presente. Abrange, aproximadamente, o tempo que duraram as últimas glaciações, até o recuo glacial do Holoceno. Um uso alternativo situa o início do Quaternário no início da glaciação no Polo Norte, há cerca de 3 milhões de anos, incluindo assim porções do Plioceno Superior. Algumas pessoas não reconhecem o Quaternário e consideram-no um assunto informal incluído no Neogeno, como pode ser visto na edição de 2003 da Tabela Estratigráfica Internacional, publicada pela Comissão Internacional sobre Estratigrafia.

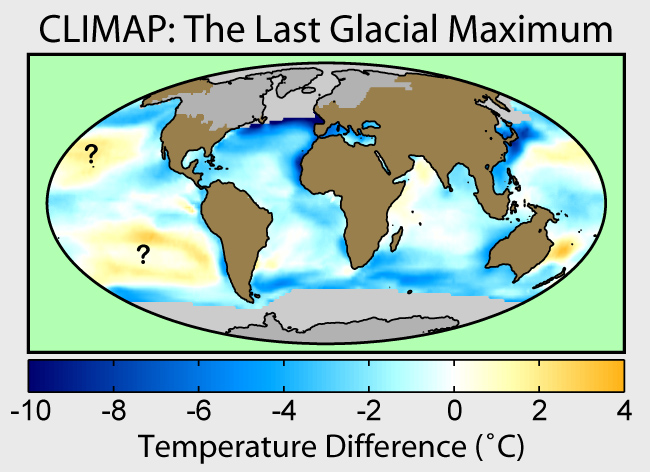
Extensão do gelo durante o último máximo glacial, há cerca de 20.000 anos.

Os 1,8-1,6 milhões de anos do Quaternário representam a época em que os humanos existiram. Num período tão curto, a deriva continental não ultrapassou os 100 km, algo quase irrelevante para os paleontólogos. No entanto, o registo geológico está mais bem preservado do que o de períodos mais antigos, e o mapa-múndi atual assemelha-se muito ao do início deste período. As mudanças geográficas mais importantes desta época incluem o surgimento do Bósforo e do Skagerrak durante os períodos glaciais, que transformaram respectivamente o Mar Negro e o Mar Báltico em massas de água doce; e as suas subsequentes inundações devido ao aumento do nível do mar novamente. Inclui também o rebaixamento periódico do mar no Canal da Mancha, formando uma ponte entre a Grã-Bretanha e a Europa, e o congelamento periódico do Estreito de Bering, formando uma ponte entre a Ásia e a América do Norte. Os Grandes Lagos, assim como outros grandes lagos do Canadá, e a Baía de Hudson também são resultado do último período glacial e são lagos temporários. A cada era glacial do Quaternário, surgia um novo padrão de lagos e baías.
| Subdivisões do Quaternário | Subdivisões do Quaternário | Subdivisões do Quaternário | Subdivisões do Quaternário |
| Sistema/Período | Série/Época                | Andar/Estágio              | Idade (Ma)                 |
| --- | -------------------------- | -------------------------- | -------------------------- |
| Quaternário | Holoceno                   | Megalaiano                 | 0-0.0042                   |
| Quaternário | Holoceno                   | Nortegripiano              | 0.0042-0.0082              |
| Quaternário | Holoceno                   | Gronelandês                | 0.0082-0.0117              |
| Quaternário | Pleistoceno                | Tarentiano                 | 0.0117–0.126               |
| Quaternário | Pleistoceno                | Chibaniano                 | 0.126–0.781                |
| Quaternário | Pleistoceno                | Calabriano                 | 0.781–1.80                 |
| Quaternário | Pleistoceno                | Gelasiano                  | 1.80–2.58                  |
| Neogeno | Plioceno                   | Placenciano                | mais antigo                |
| Subdivisão do Quaternário de acordo com a Tabela Cronoestratigráfica Internacional versão 2015/1 da Comissão Internacional sobre Estratigrafia. |                            |                            |                            |

O clima era principalmente de glaciações periódicas, com geleiras continentais atingindo até 40° de latitude. Provavelmente devido à duração relativamente curta do período, não apareceram muitos animais novos. No final do Pleistoceno, houve uma grande extinção de grandes mamíferos nas áreas boreais.

### Vida
Houve uma grande extinção de grandes mamíferos nas áreas do Norte no final da época Pleistocena. Muitas formas, incluindo desntes-de-sabre, mamutes, mastodontes e gliptodontes, foram extintas. Outros, como cavalos, camelos e chitas, foram extintos na América do Norte, onde surgiram, mas conseguiram prosperar em outros continentes.
Os Grandes Lagos se formaram e mamíferos gigantes prosperaram em partes da América do Norte e da Eurásia não cobertas de gelo. Esses mamíferos foram extintos quando o período glacial terminou, há cerca de 11.700 anos. Os humanos modernos evoluíram há cerca de 315.000 anos. Durante o Período Quaternário, mamíferos, plantas com flores e insetos dominaram a terra.

## Subdivisão
A Comissão Internacional de Estratigrafia reconhece a subdivisão em duas épocas para o Quaternário, de acordo com o seguinte esquema, ordenado do mais recente para o mais antigo:
- Holoceno de 0,0117 milhões de anos (Ma), ou seja, 11.700 anos atrás e ainda em andamento
- Pleistoceno de 2,58 Ma a 0,0117 Ma

## Galeria

### Época Pleistocena

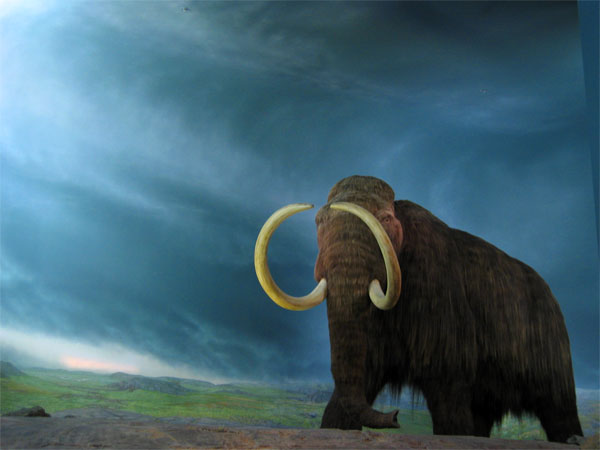
Mamute, um proboscídeo
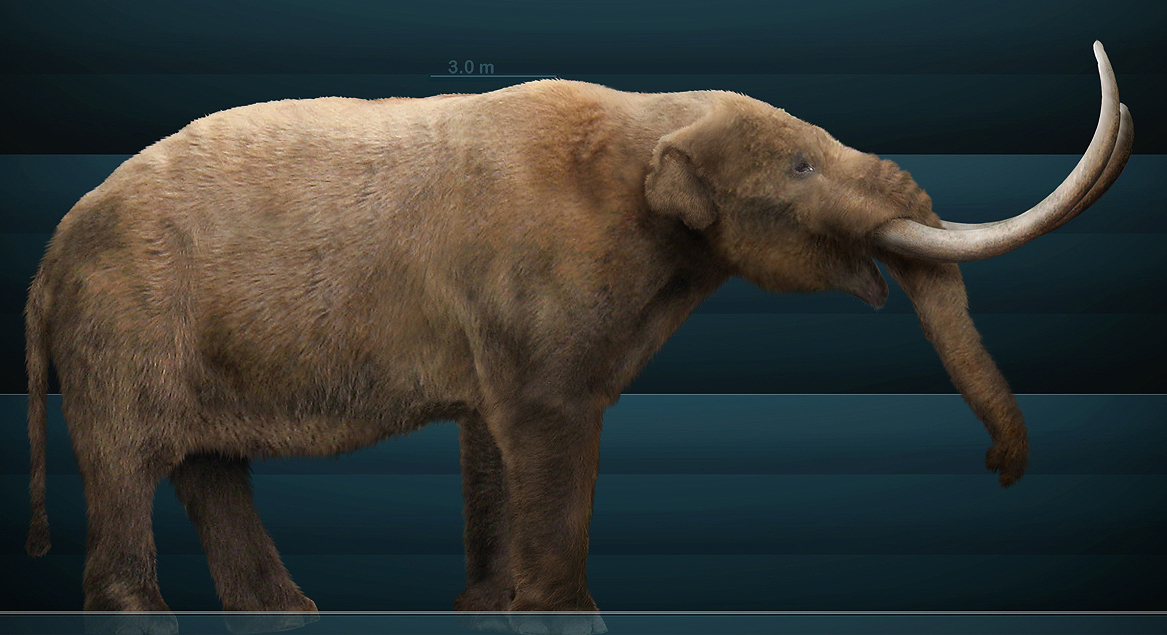
Mastodonte, um proboscídeo
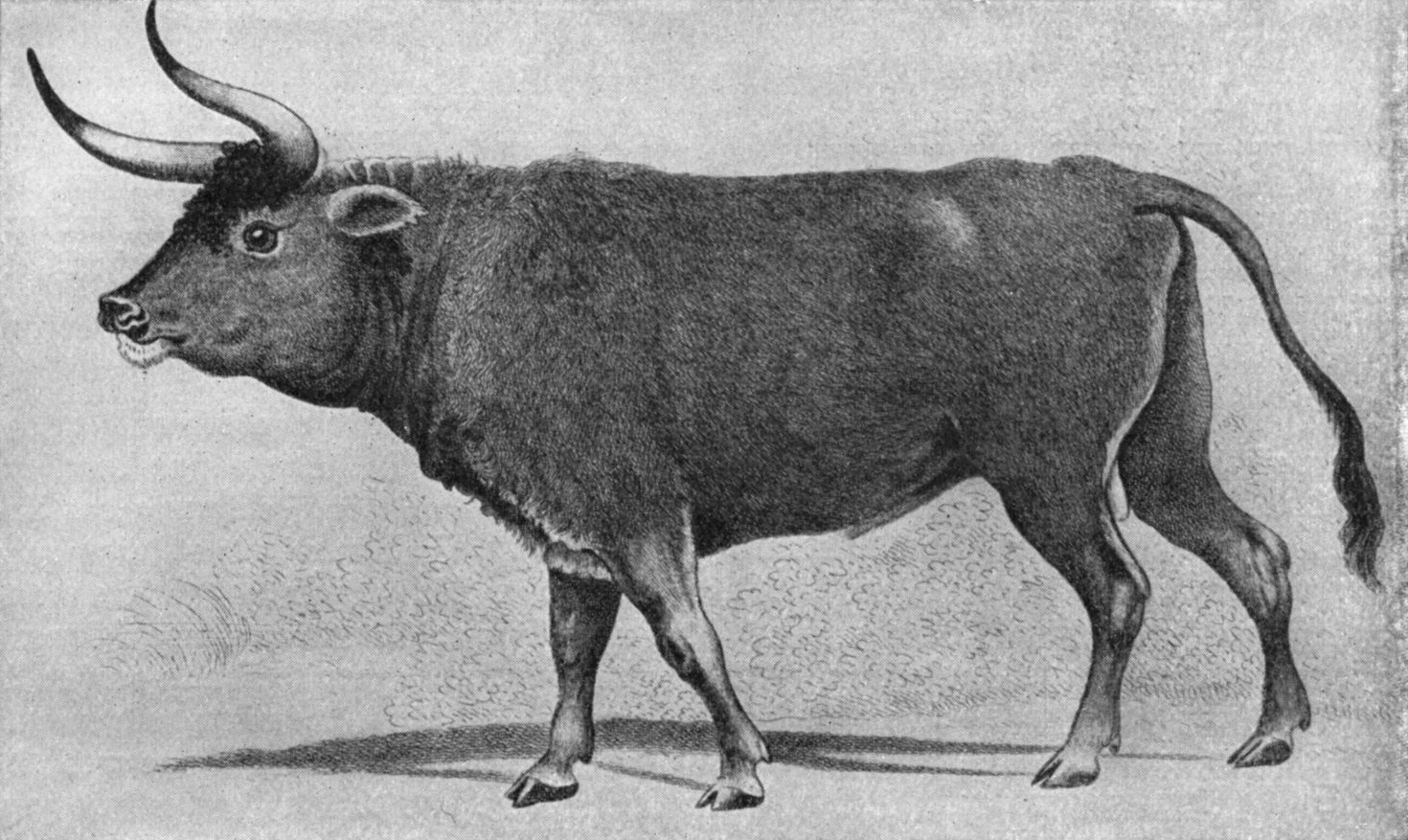
Auroque, um artiodáctilo
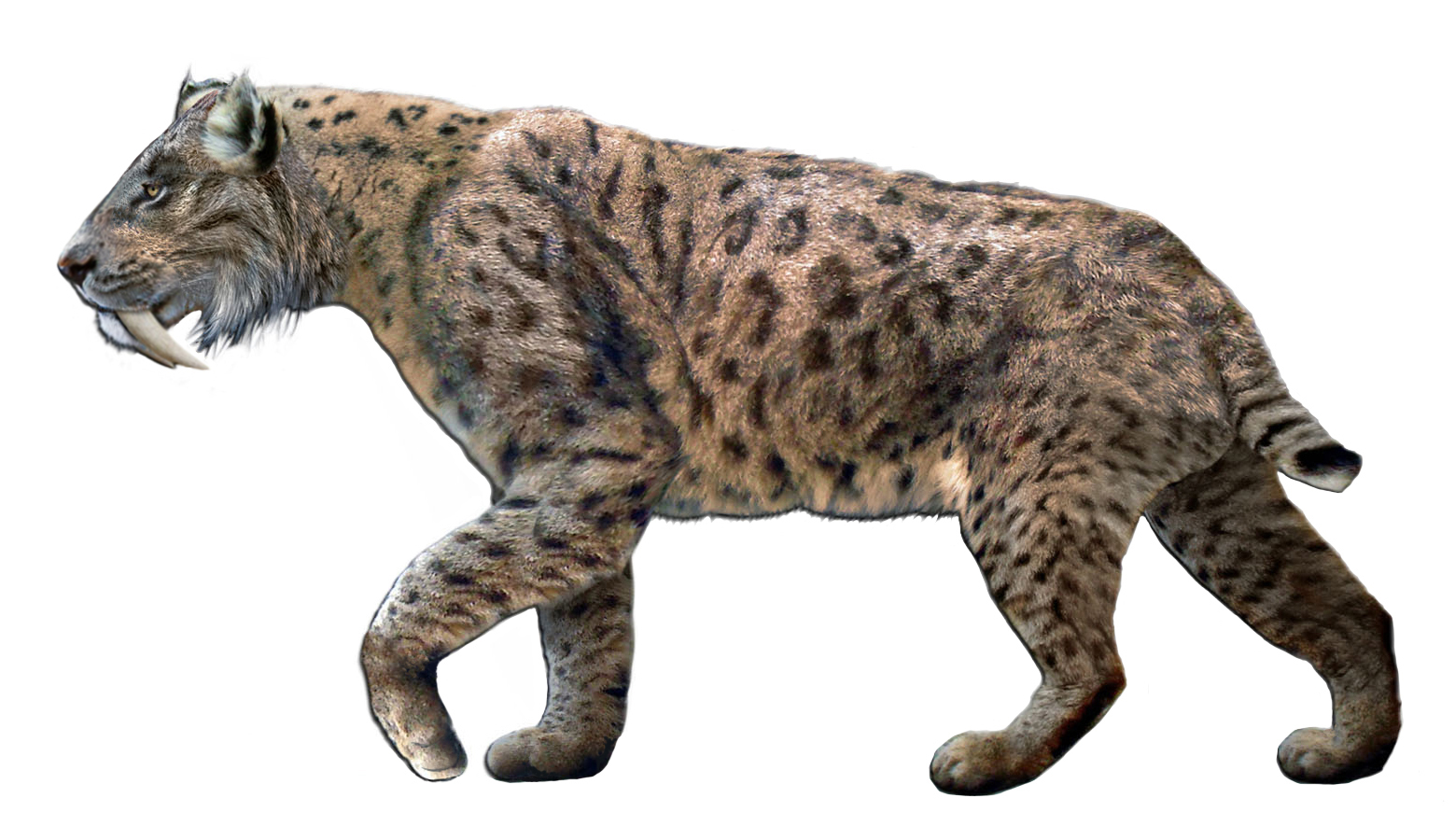
Tigre dentes de sabre (Smilodon populator), um carnívoro
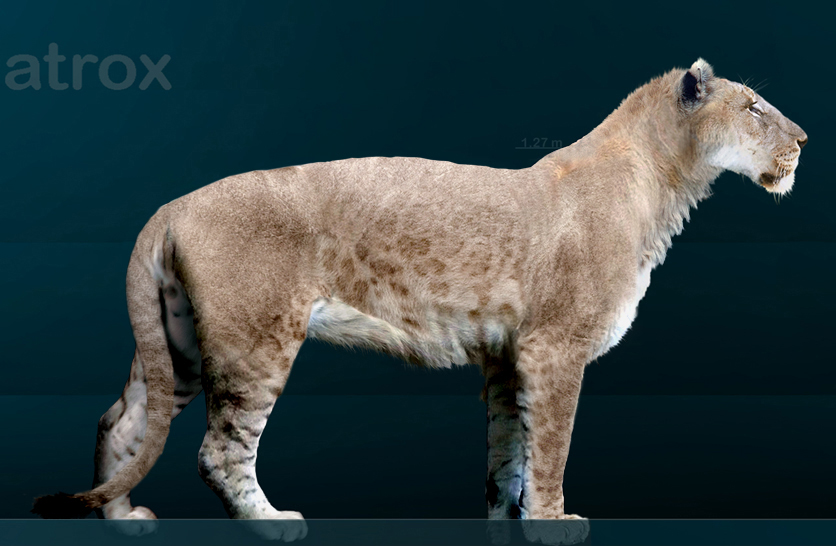
Leão americano (Panthera leo atrox) um carnívoro
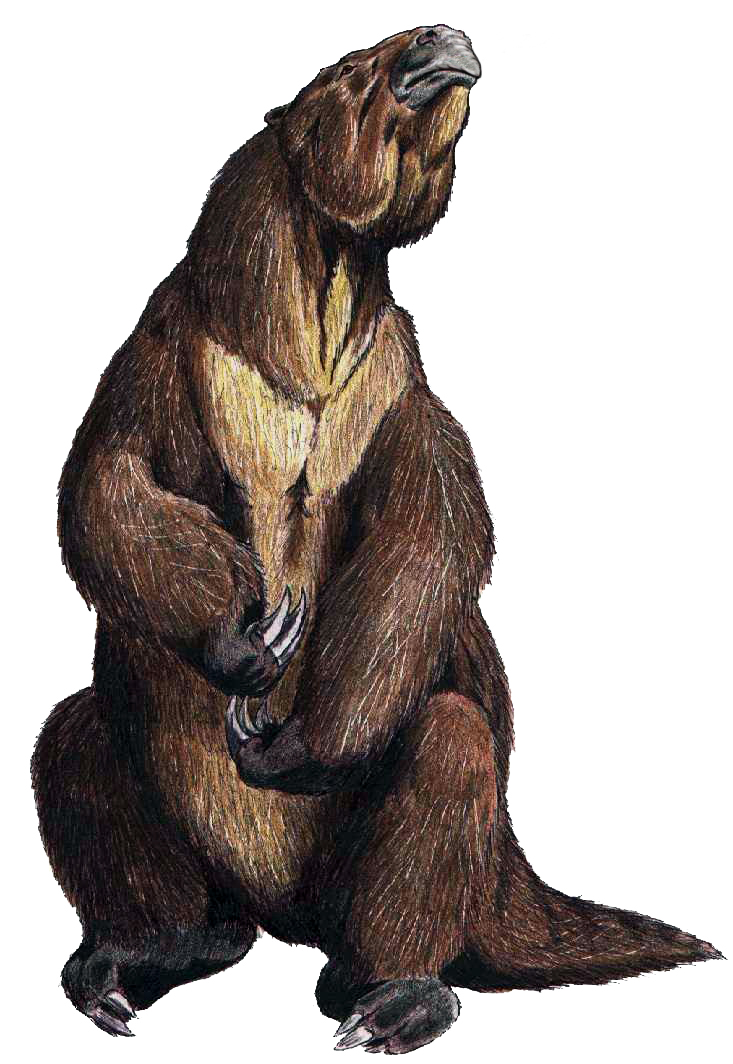
Megatherium americanum, um mamífero xenartro
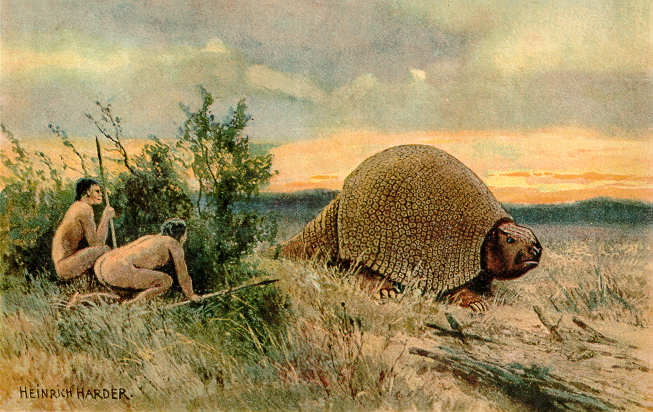
Glyptodon clavipes, um mamífero xenartro
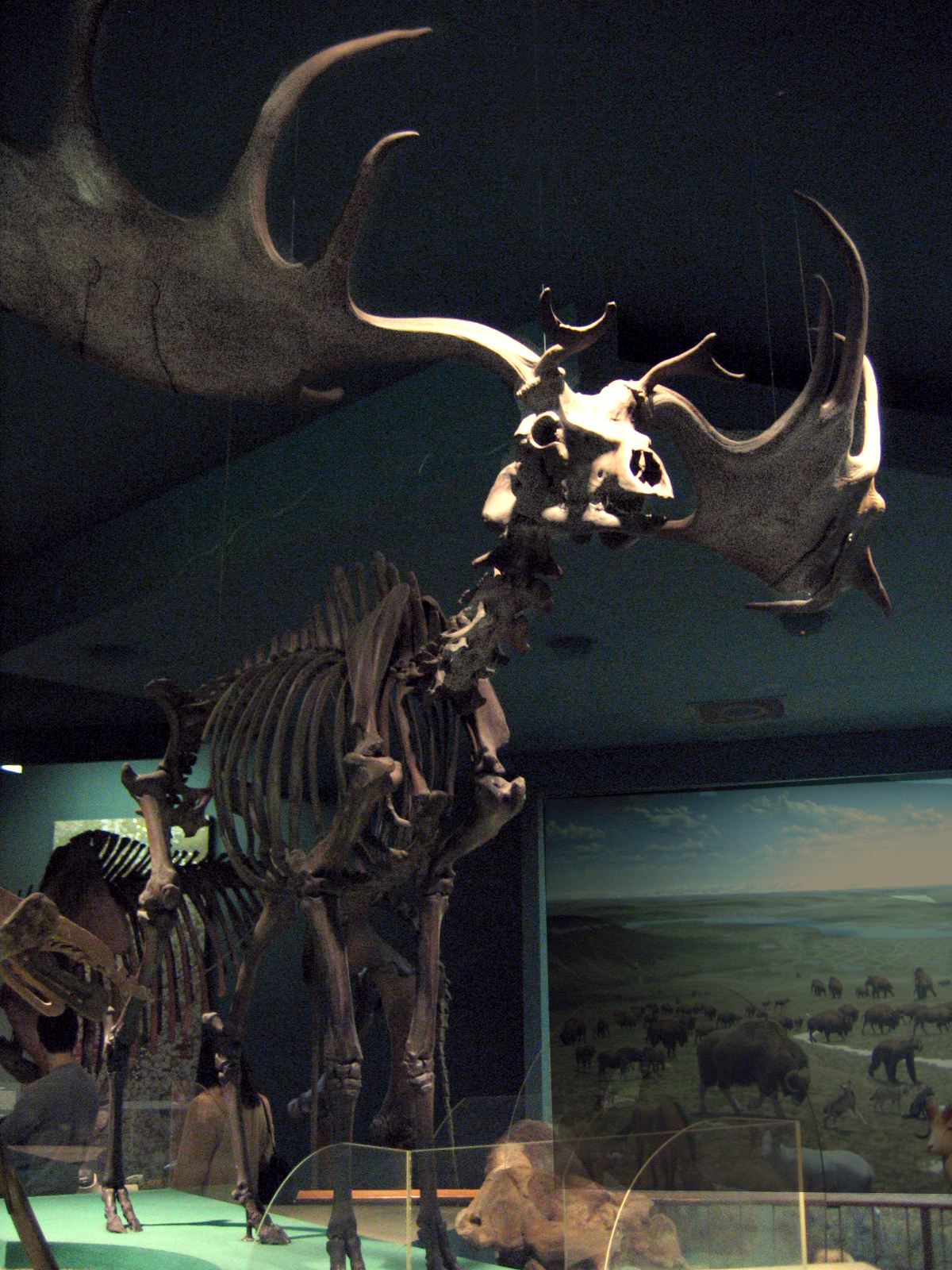
Alce gigante (Megaloceros giganteus), um artiodáctilo
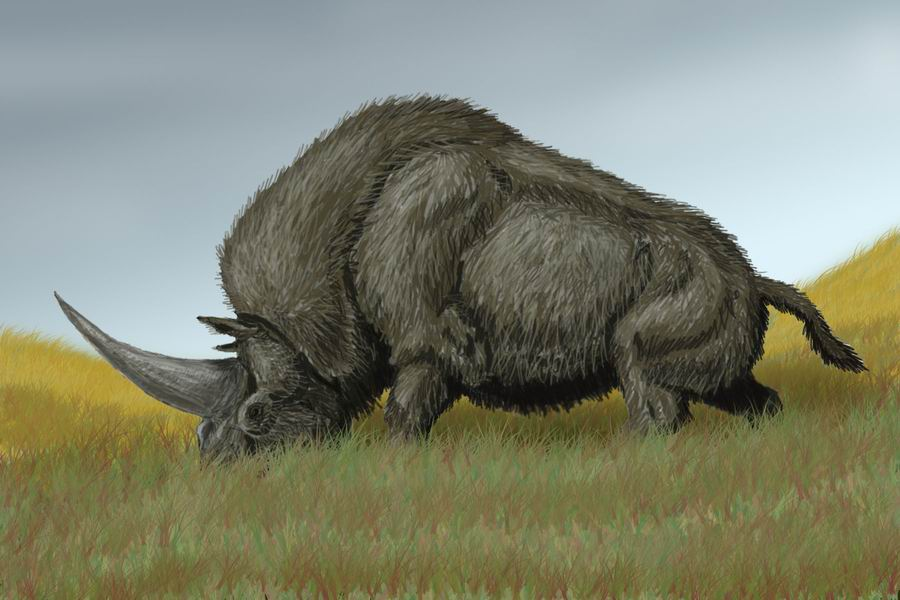
Elasmotherium sibiricum, um perissodátilo
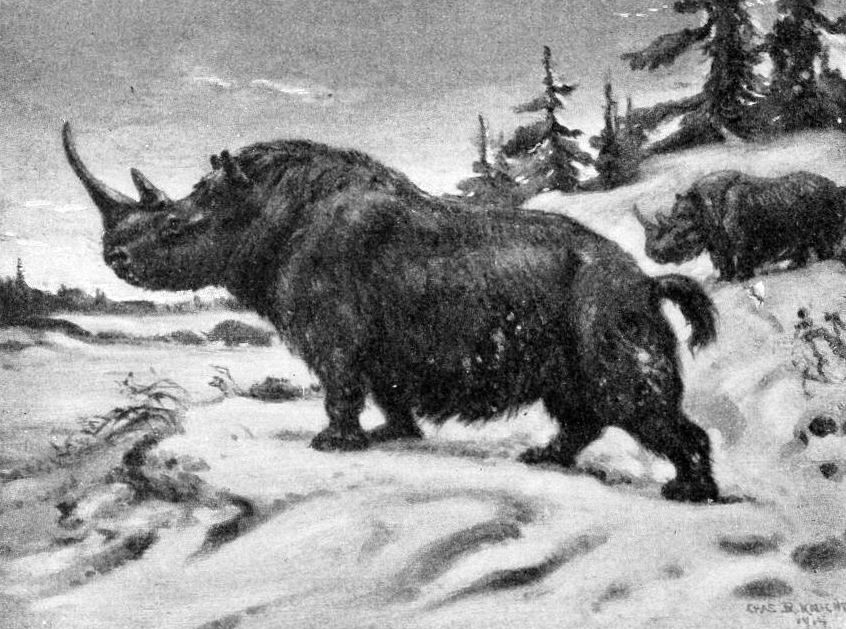
Rinoceronte-lanudo (Coelodonta antiquitatis), um perissodátilo
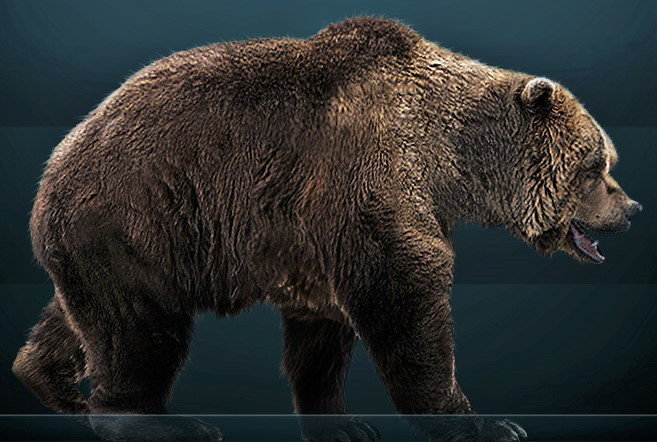
Urso-das-cavernas (Ursus spelaeus) um carnívoro
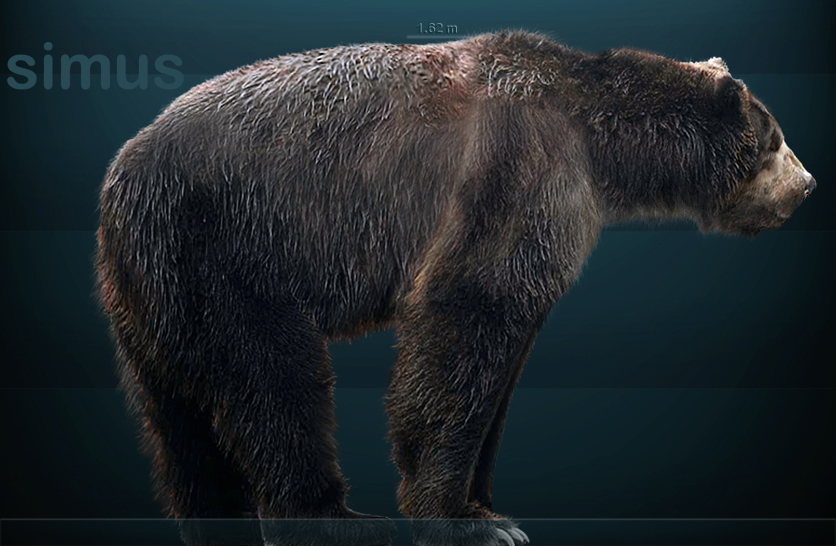
Urso da face curta (Arctodus simus), um carnívoro
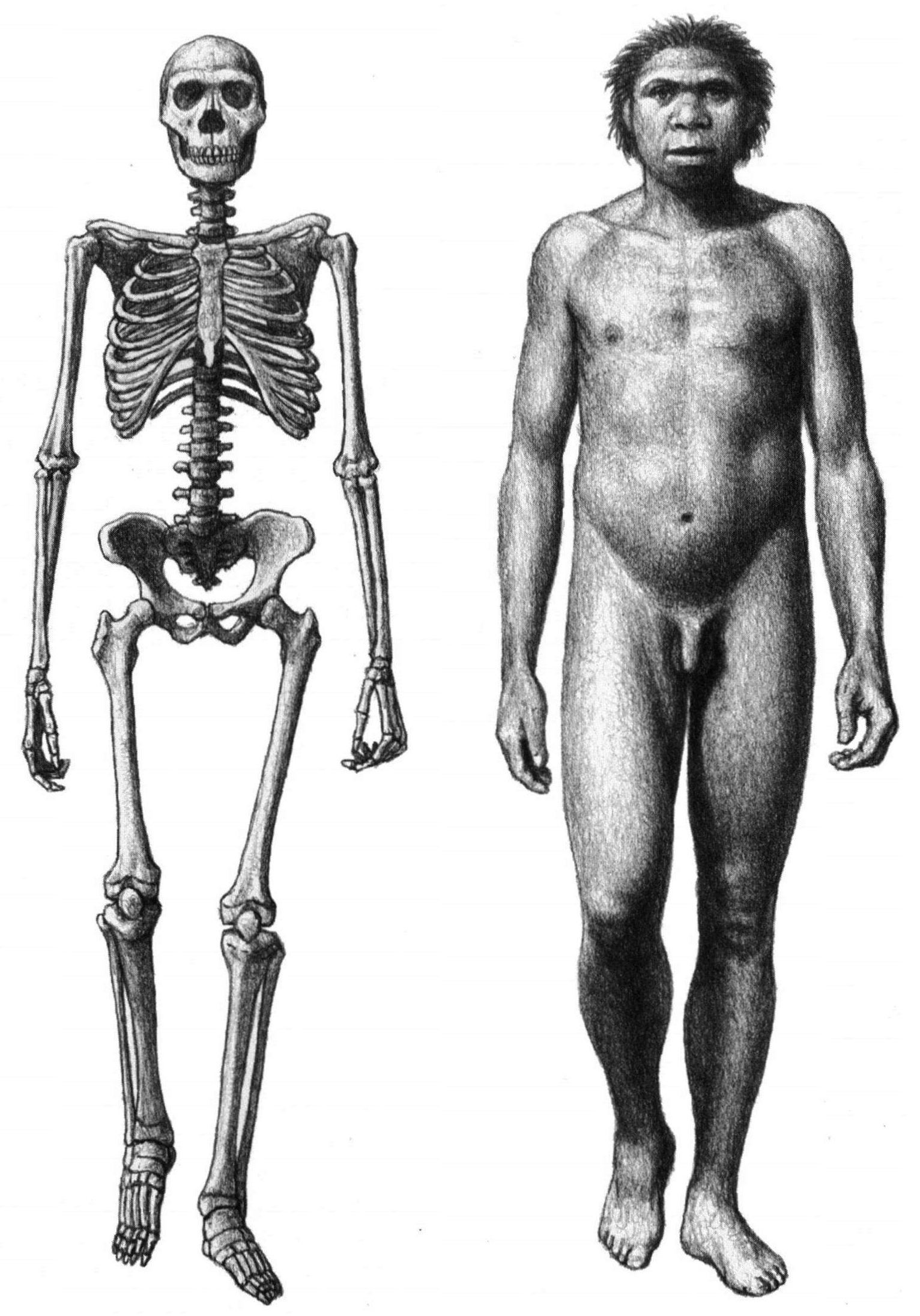
Homo erectus, um primata da família dos hominídeos
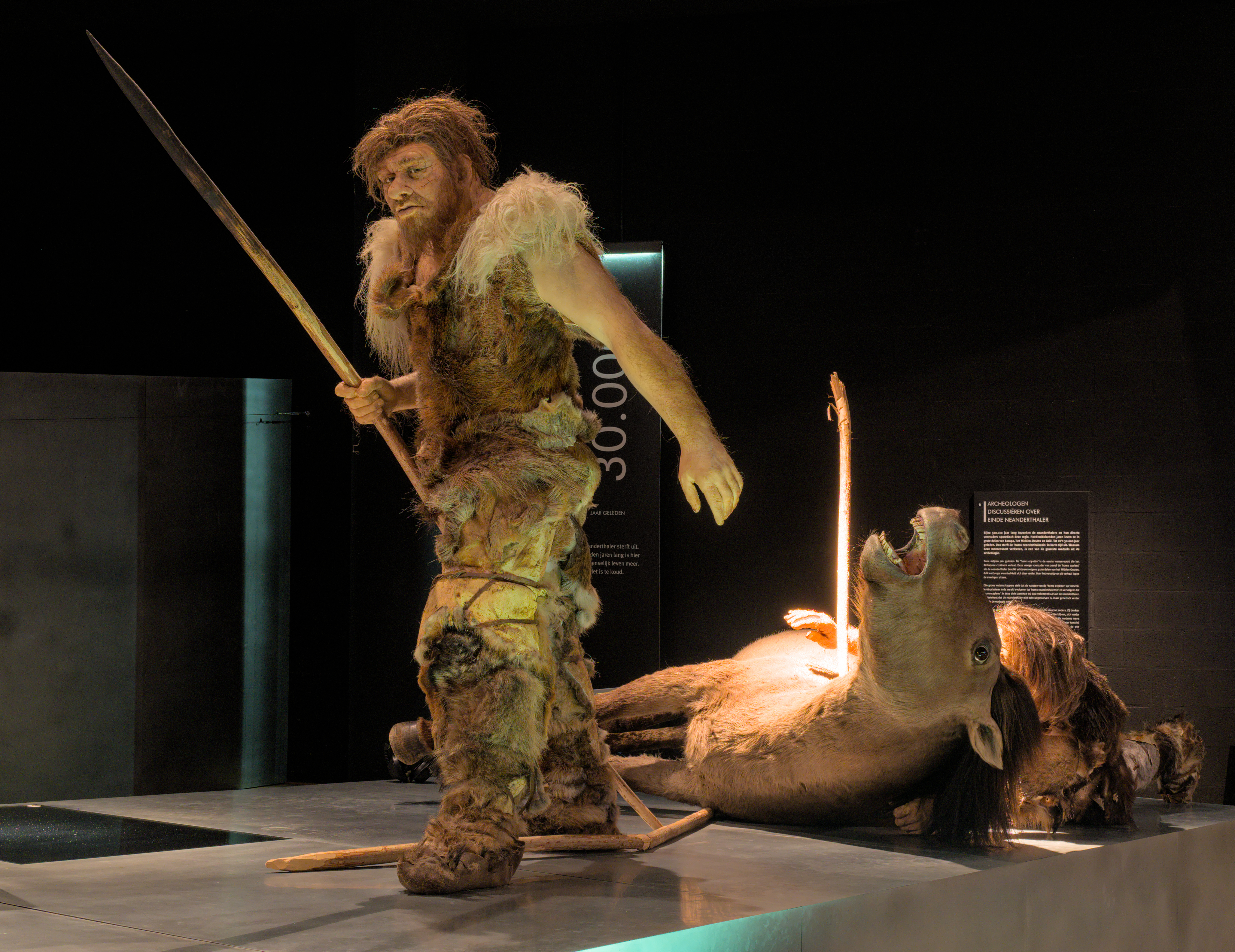
Homem de Neandertal, um primata  da família dos hominídeos

### Época Holocena

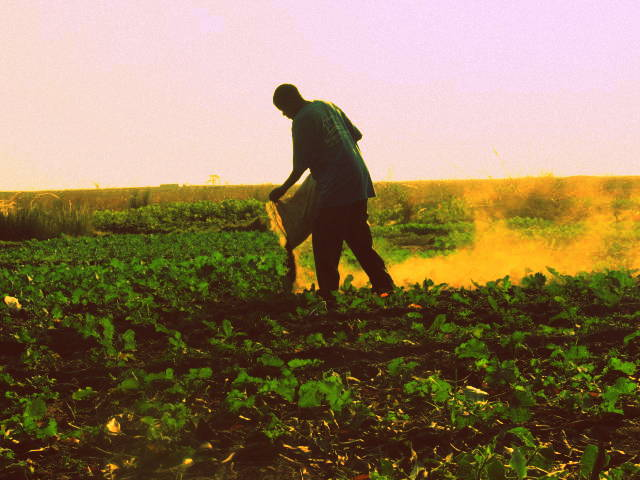
Agricultura na atual Zâmbia, praticada pelo Humano, uma espécie de hominídeo.
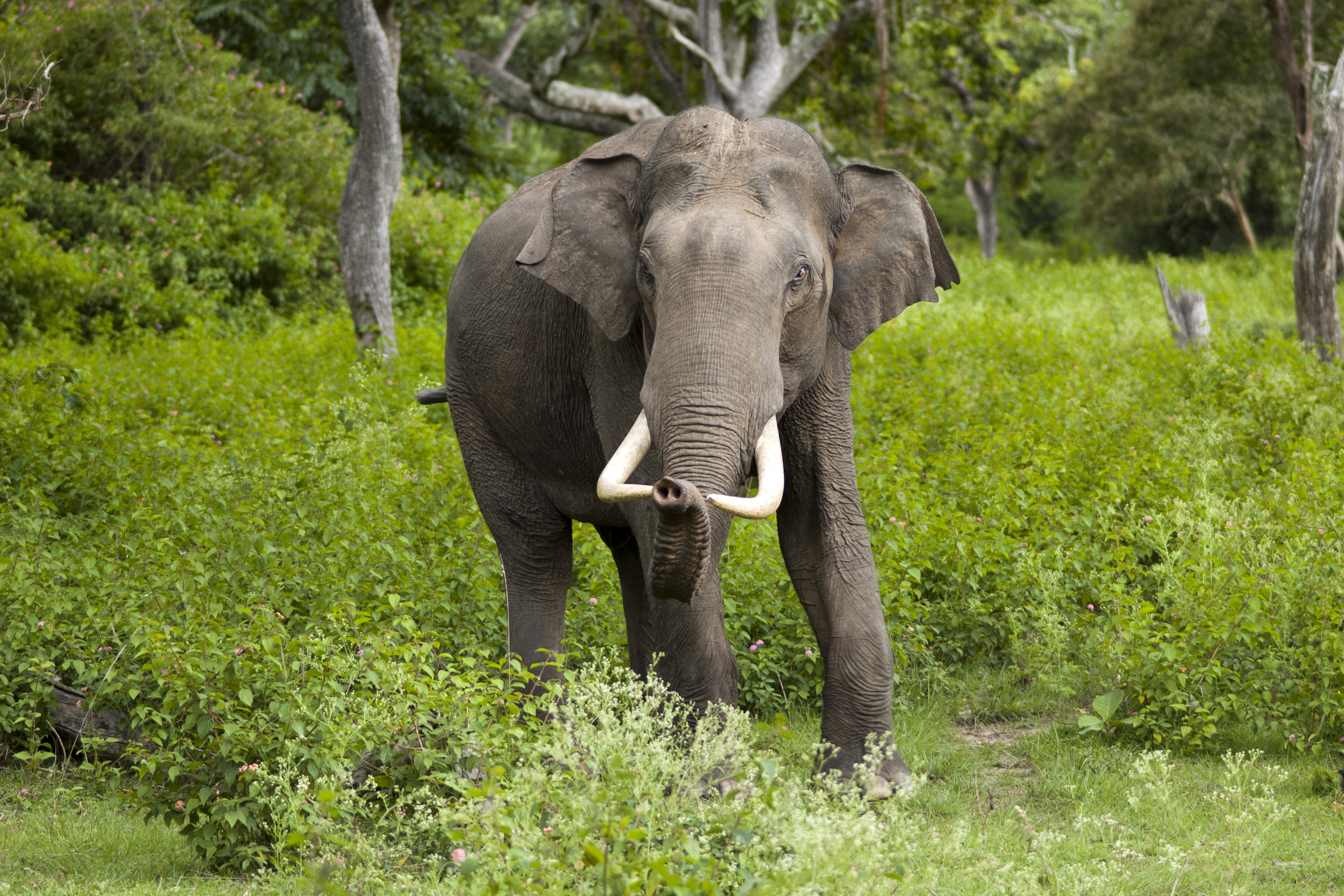
Elefante-asiático, um proboscídeo. Em algumas regiões da Ásia foi domesticado para ser um animal de carga
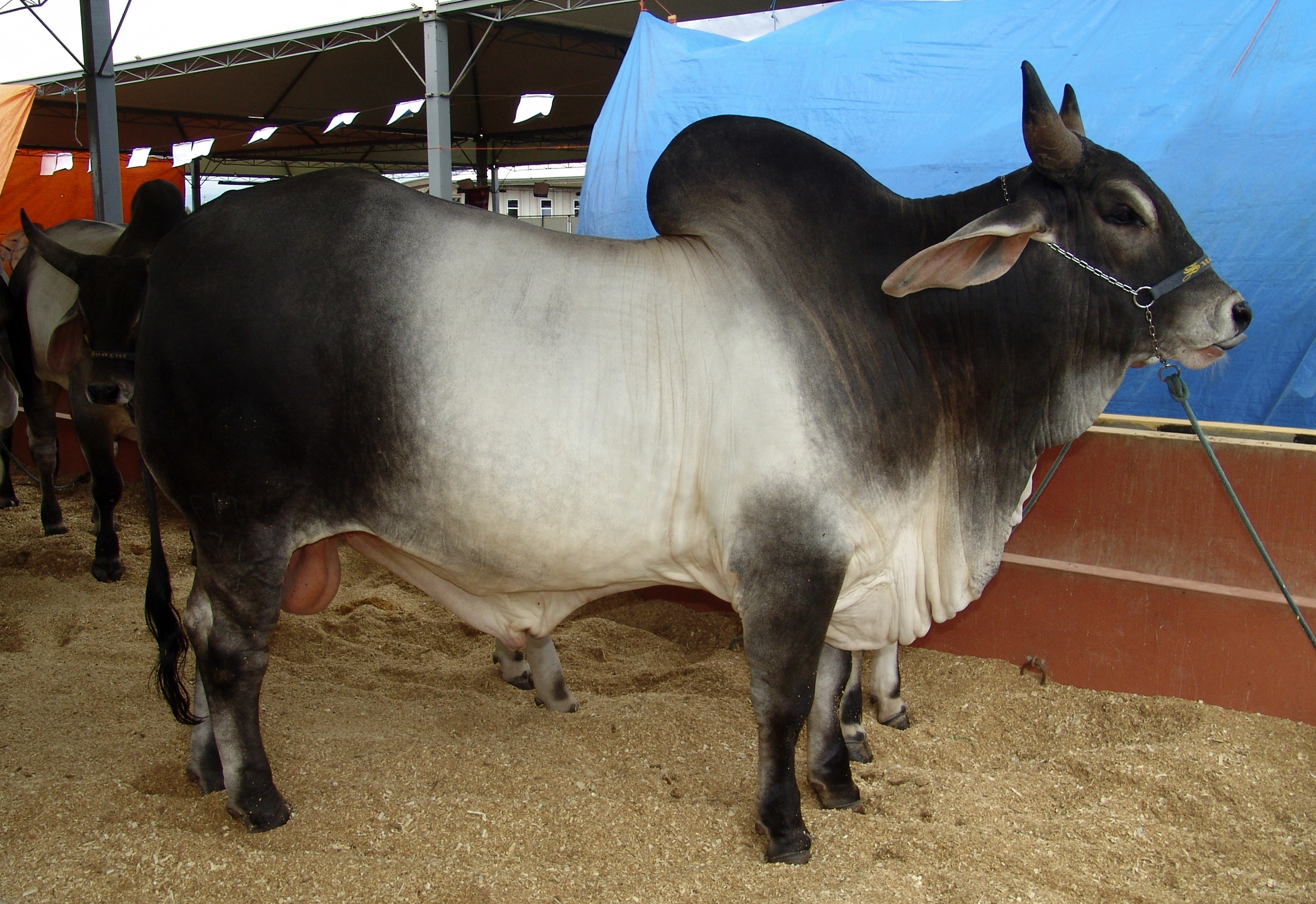
Touro, um artiodáctilo domesticado pelo Homem
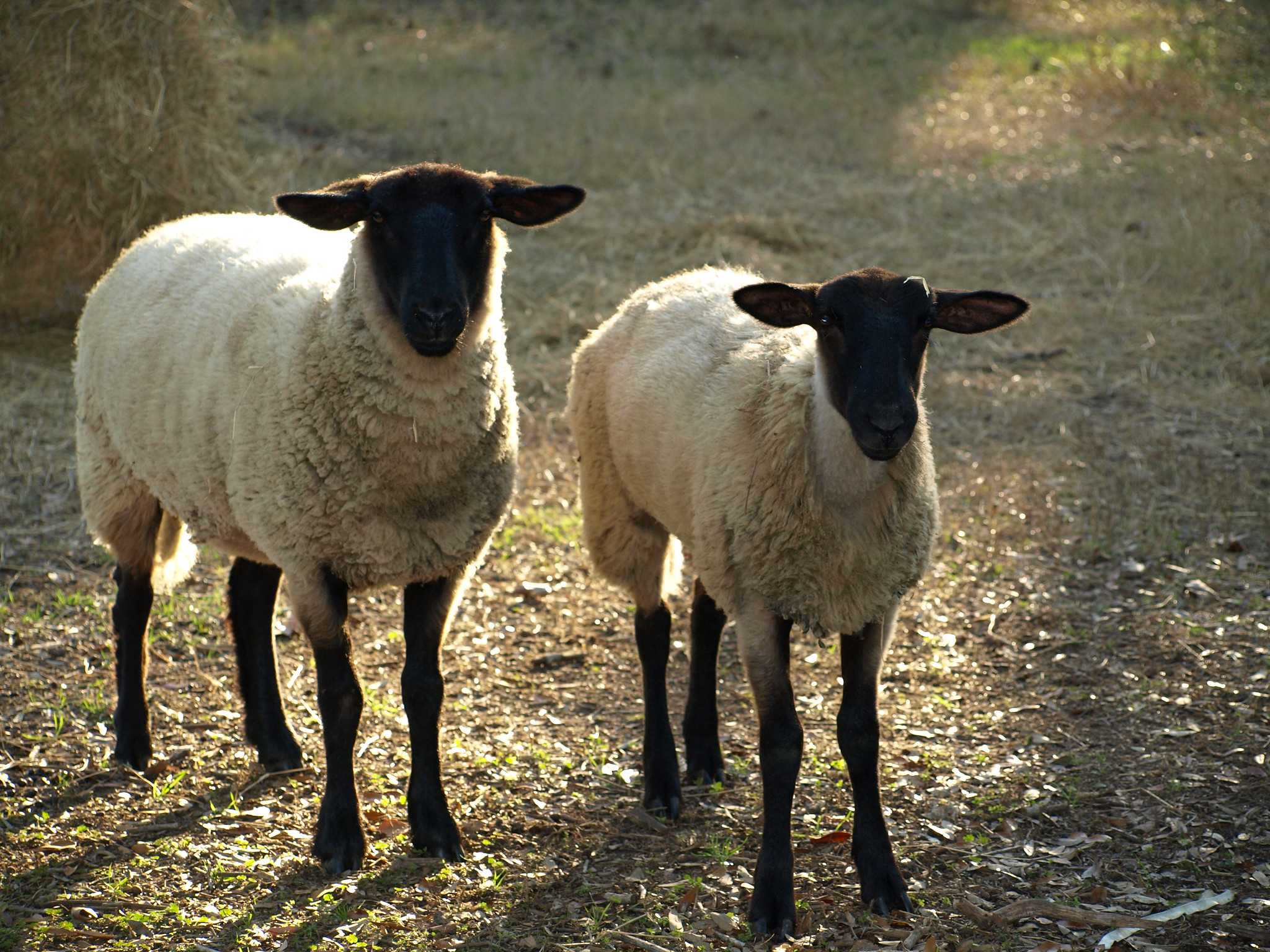
Ovelha, um artiodáctilo domesticado pelo Homem
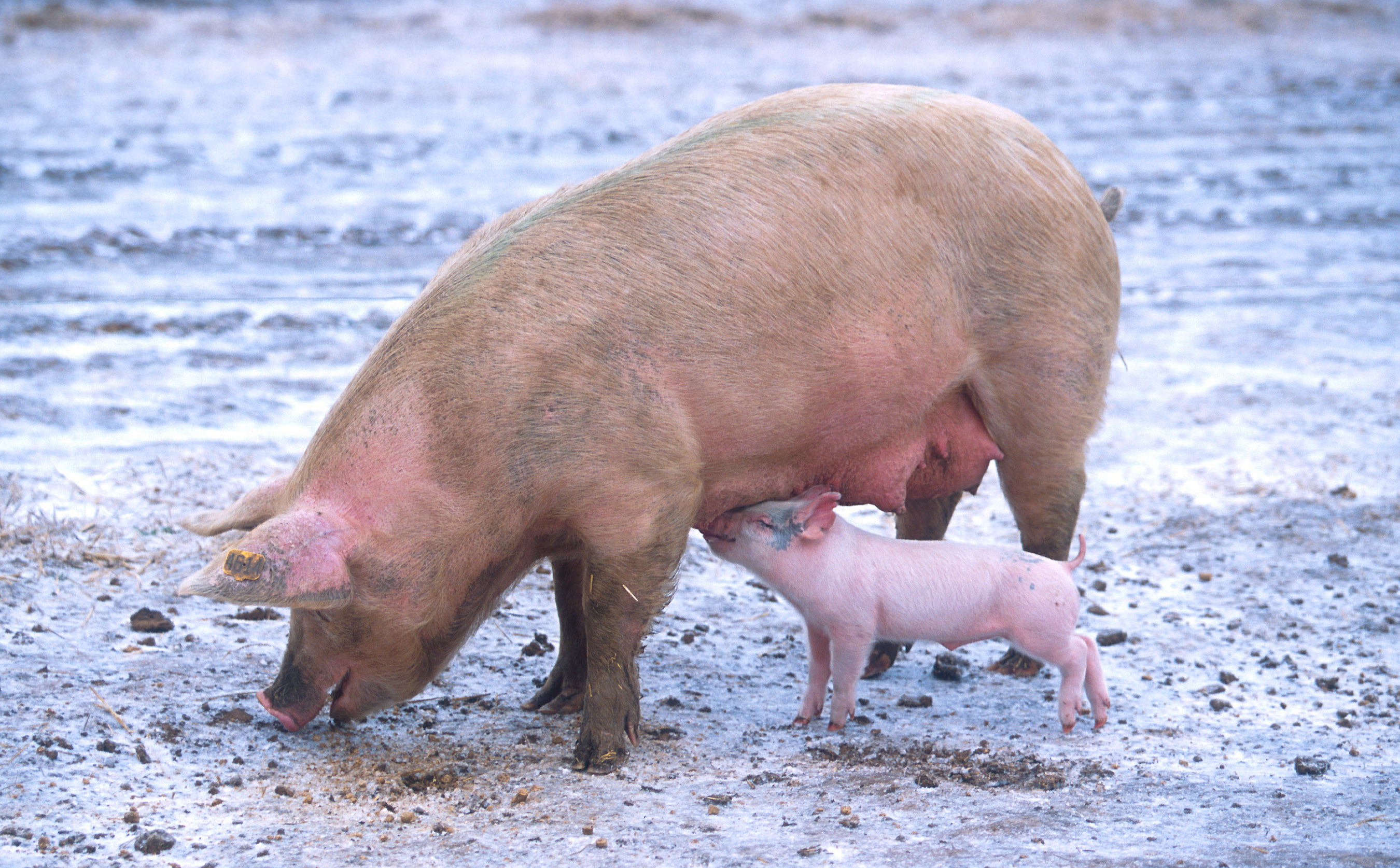
Porco, um artiodáctilo domesticado pelo Homem
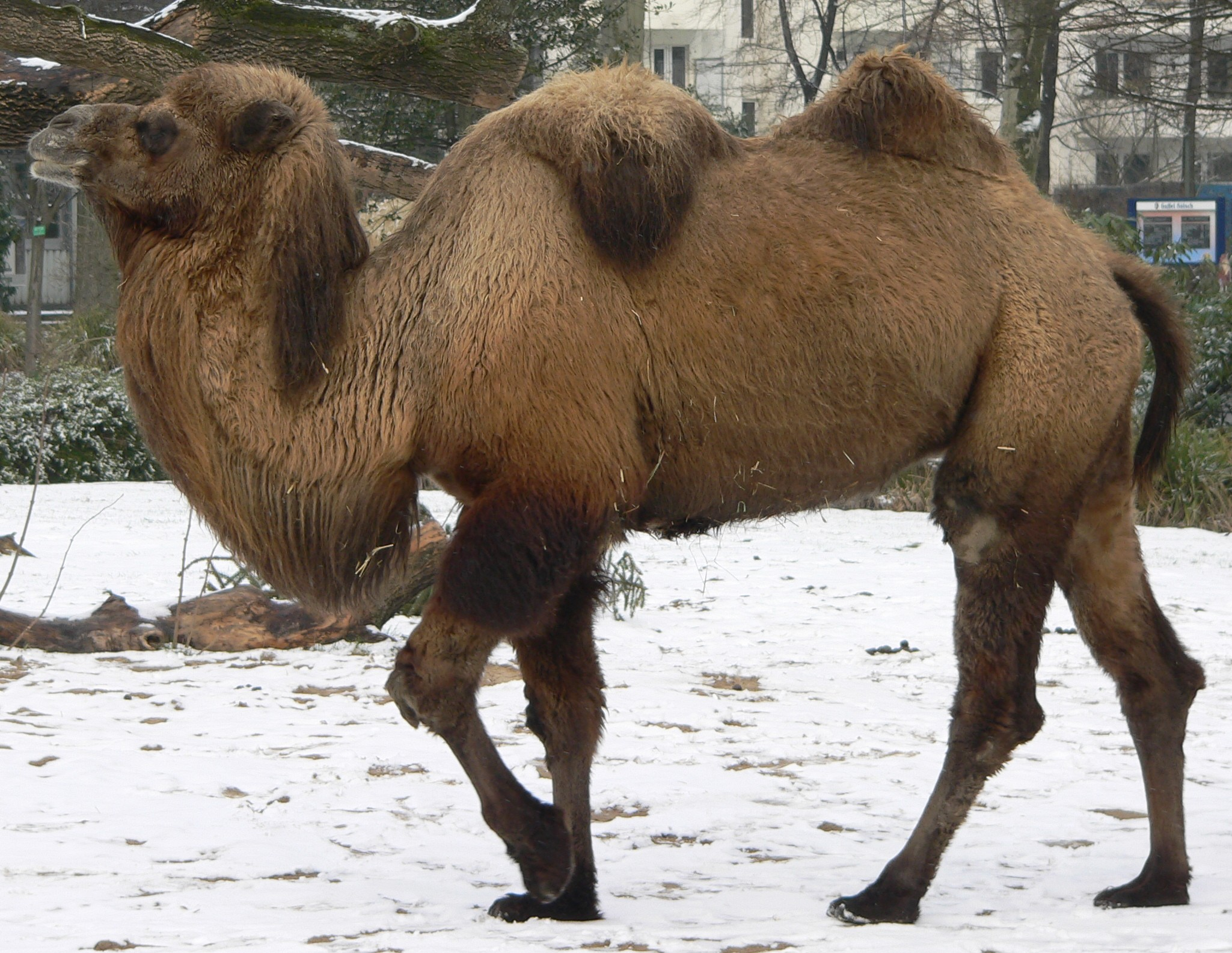
Camelo, um artiodáctilo domesticado pelo Homem
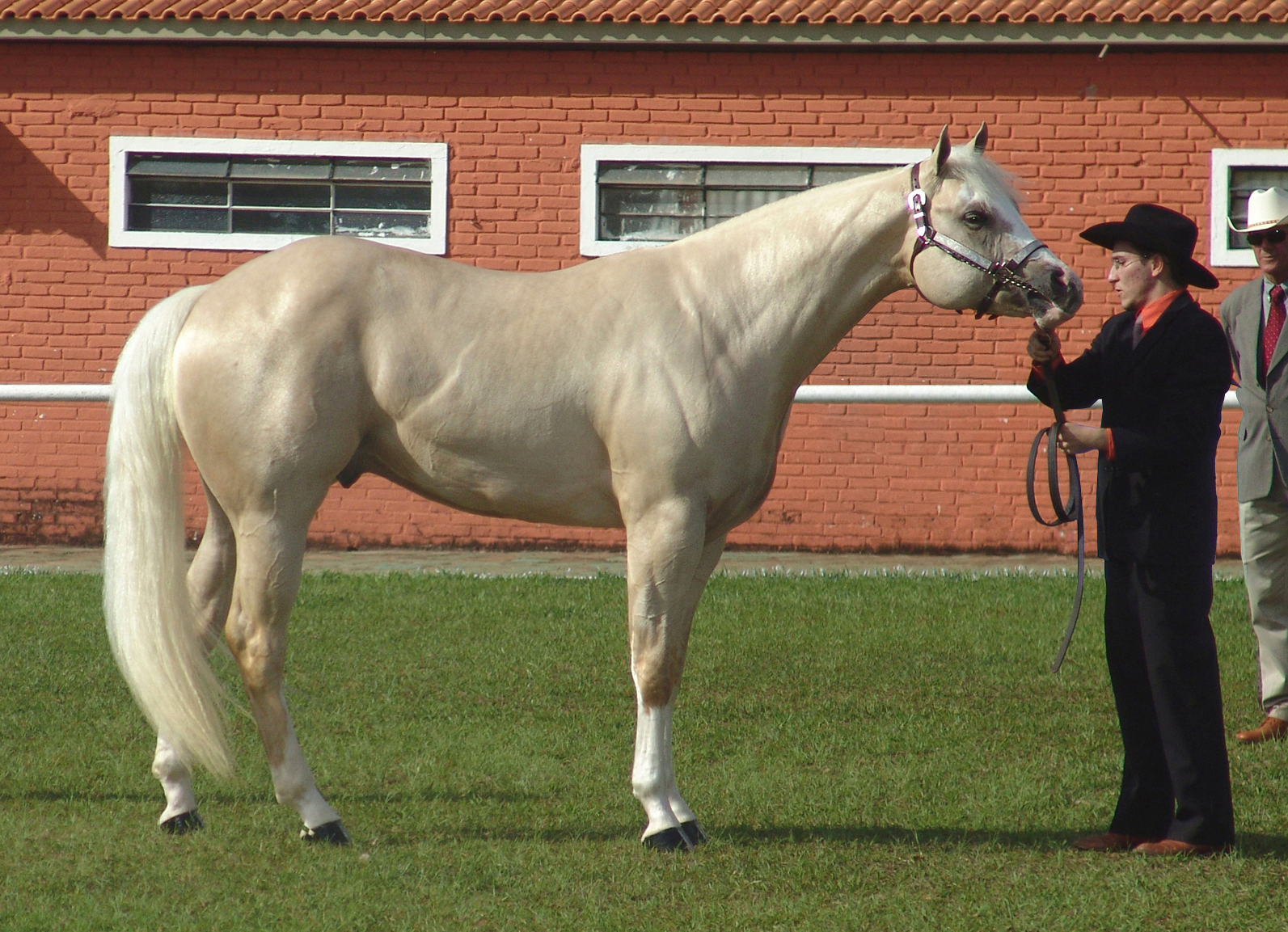
Cavalo, um perissodáctilo domesticado pelo Homem
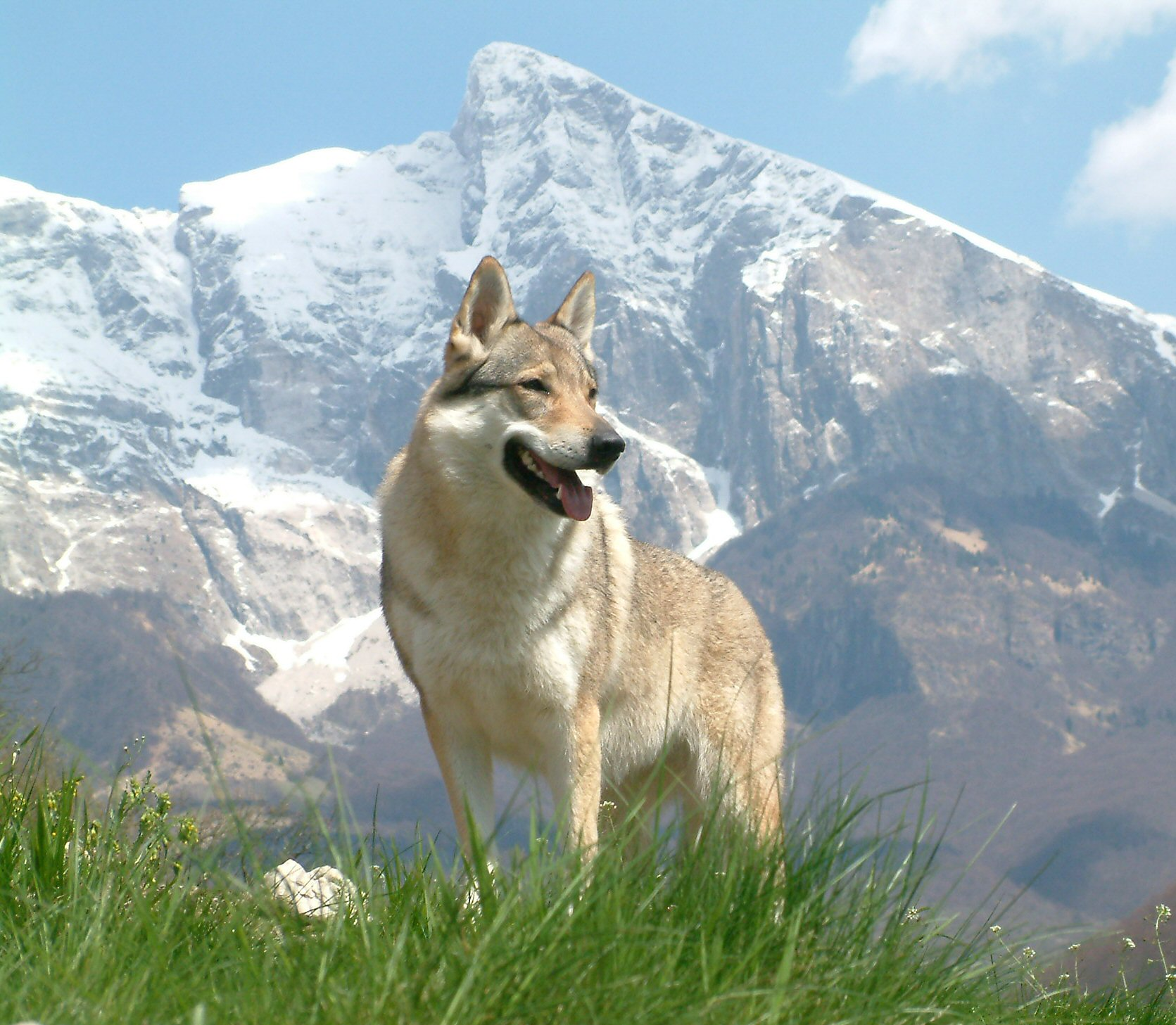
Cão, um carnívoro domesticado pelo Homem
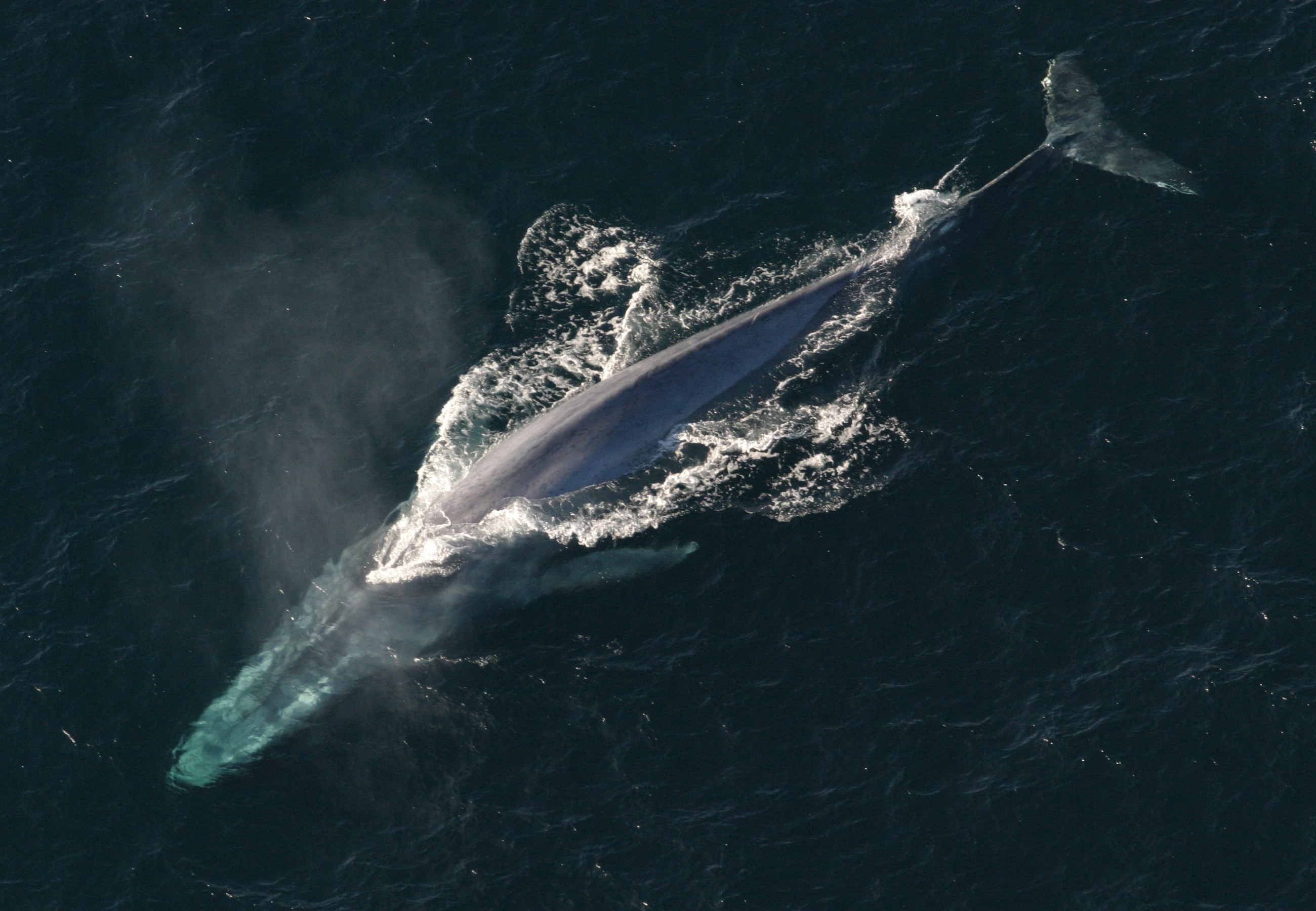
A baleia-azul, um cetáceo com até 30 m de comprimento e mais de 180 t de peso, são os maiores animais de todos os tempos.
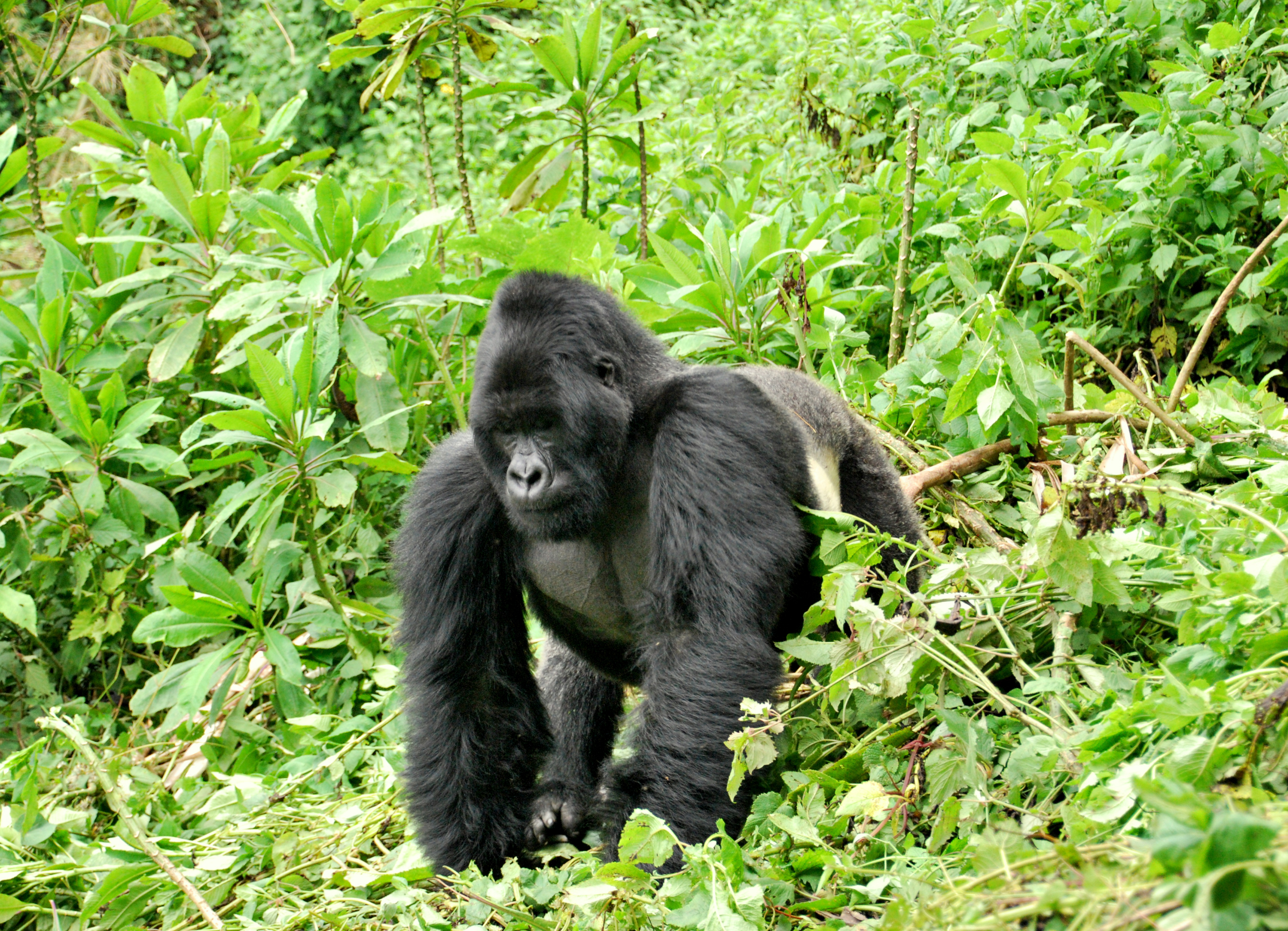
Gorila-do-oriente, é o maior e um dos primatas mais ameaçados do planeta.
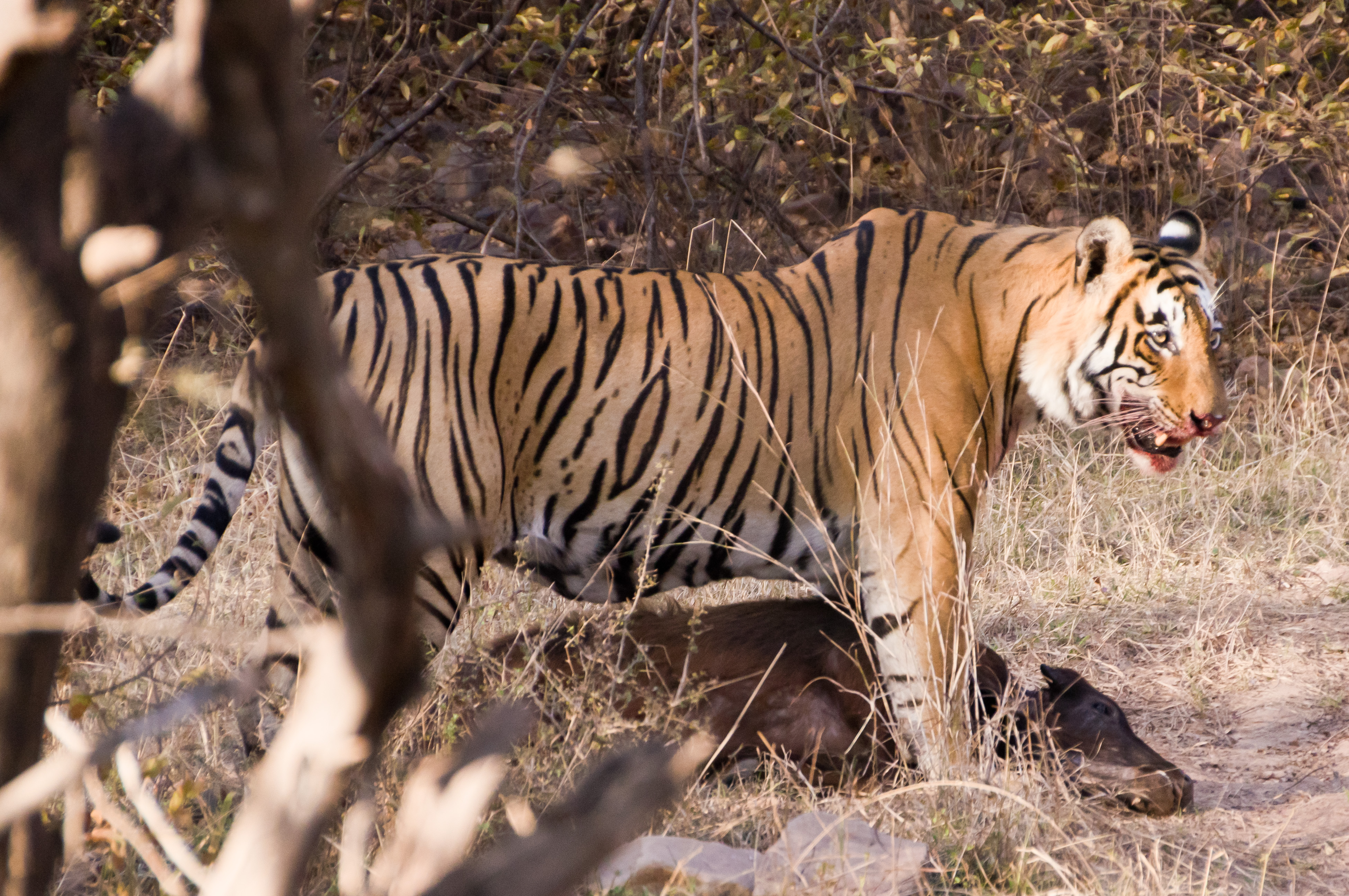
Tigre de Bengala, um carnívoro ameaçado pela caça furtiva e destruição de habitat.
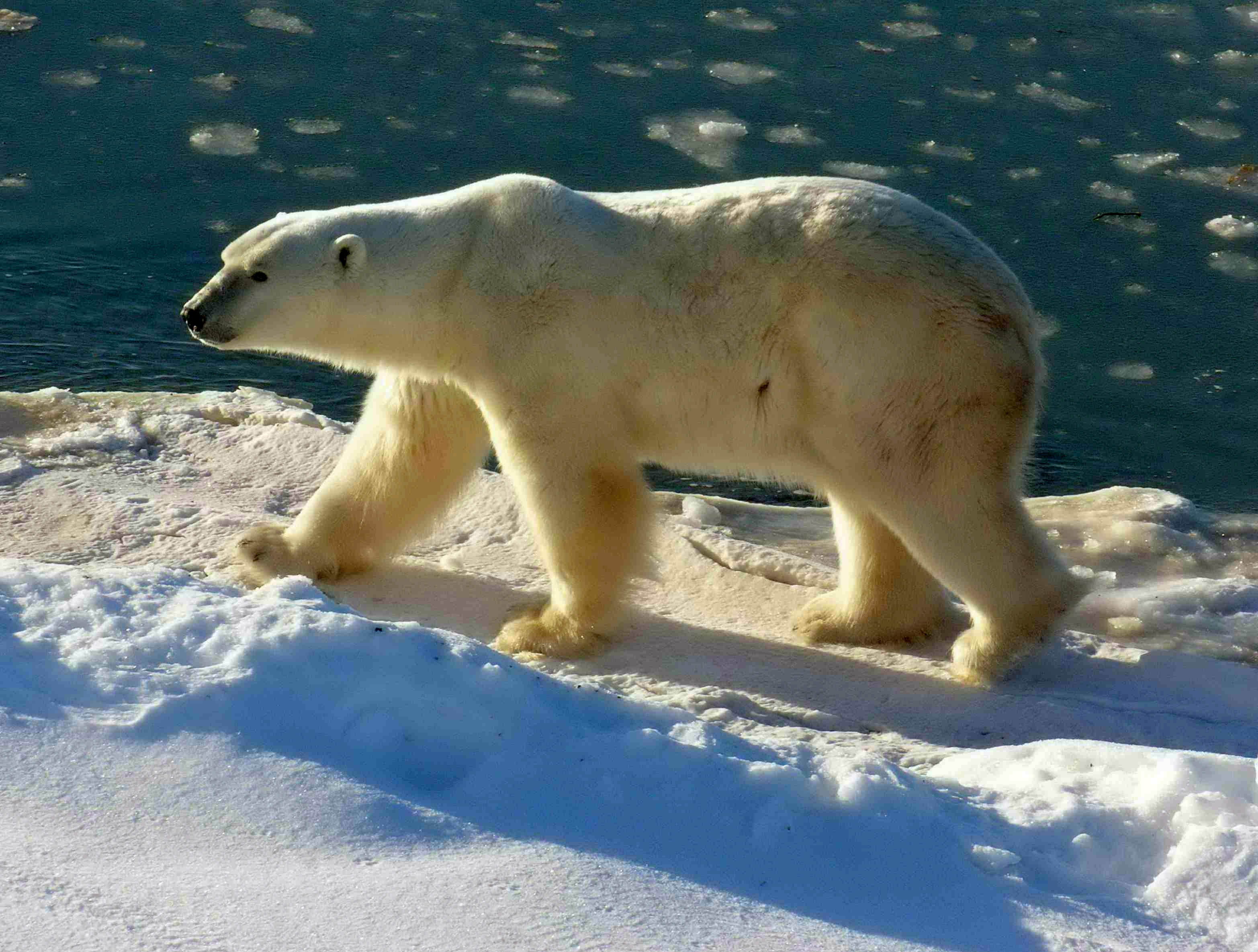
Urso-Polar, um carnívoro ameaçado pelo aquecimento global
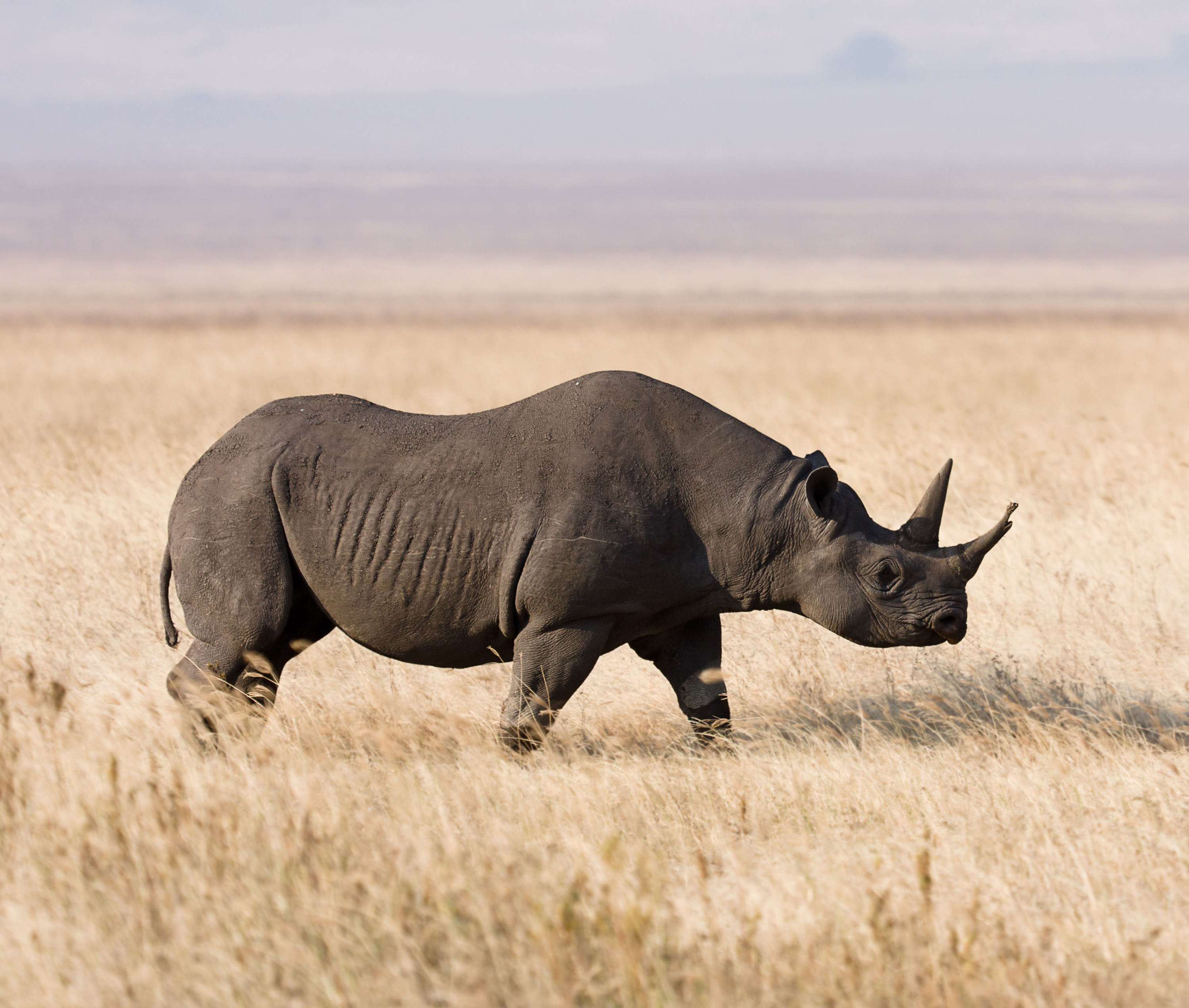
Rinoceronte-negro, um perissodáctilo criticamente ameaçado pela caça furtiva
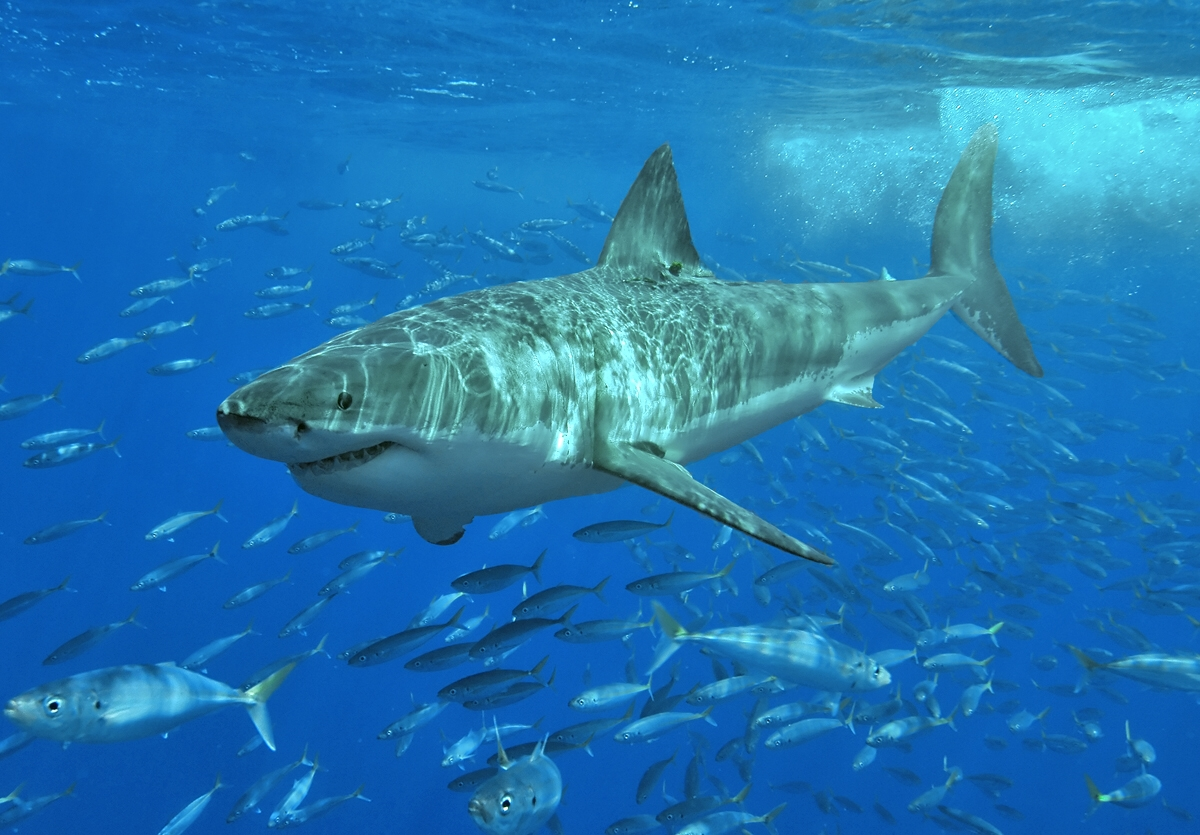
Tubarão-branco, o maior peixe macropredatório, está mais ameaçado que o tigre.
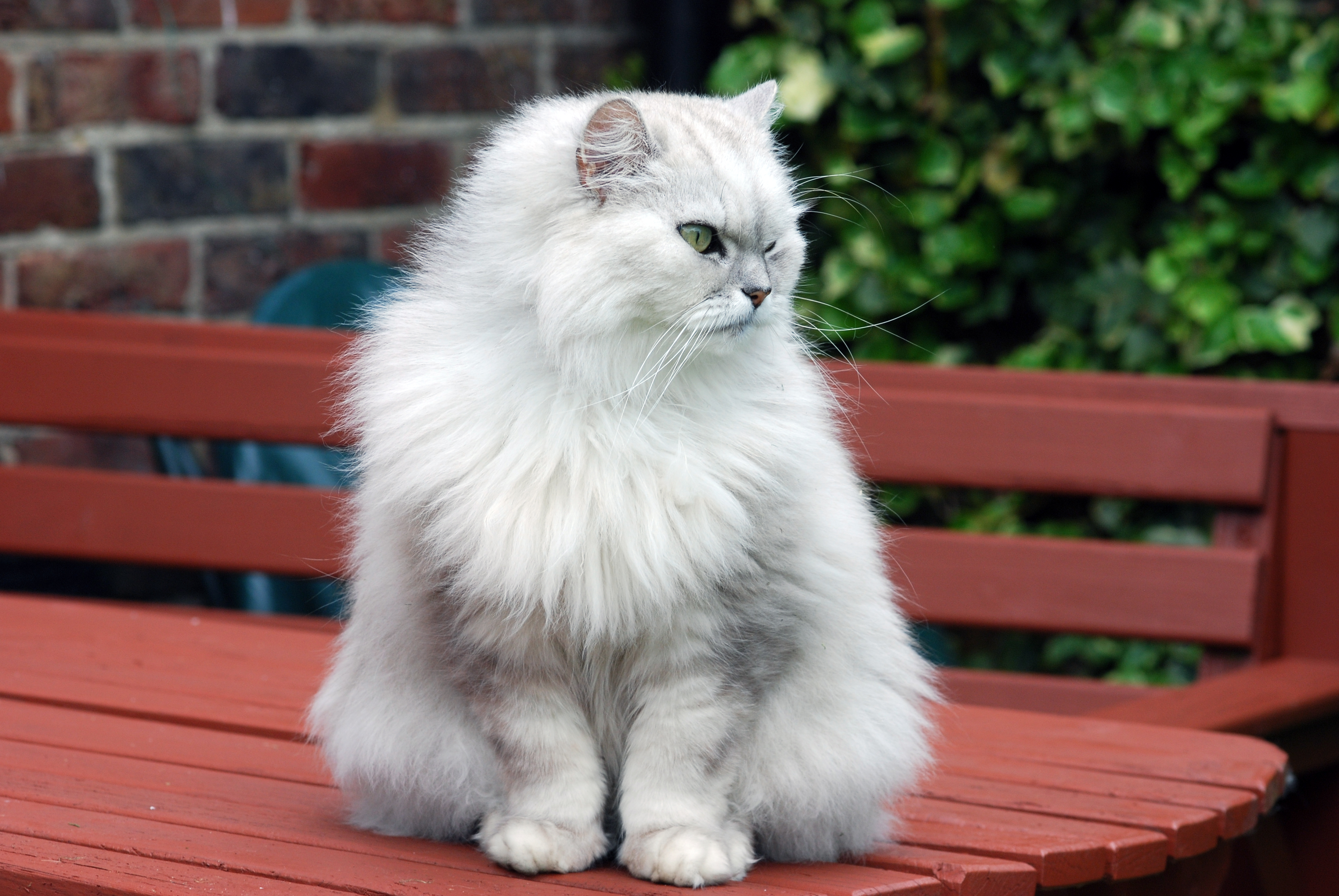
Gato, um carnívoro domesticado pelo Homem.